# Albert II de Namur
Albert II de Namur, mort vers el 1063, va ser comte de Namur des de la mort del seu germà, entre 1018 i 1031, fins a la seva pròpia mort. Era fill d'Albert I de Namur, comte de Namur, i d'Ermengarda de Baixa Lotaríngia.
El seu germà ja no és citat després de 1018, però Albert II no apareix en un diploma fins al 1031. El 1037 va participar en la lluita contra Eudes II de Blois, comte de Meaux i de Troyes, que intentava crear-se un regne entre França i Germània. El 1046, va prendre el partit de l'emperador Enric III en lluita contra el duc Godofreu II de Baixa Lotaríngia i el comte Balduí V de Flandes. Va fer reconstruir el 1047 l'església Saint-Aubin de Namur i la va erigir en col·legial.
Les circumstàncies de la seva mort no són conegudes. És per un diploma de 1070, datat del setè any del regnat del seu fill Albert III de Namur, que es coneix la data de la seva defunció.

## Matrimoni i fills
S'havia casat amb Regelinda (nascuda entre 1010 i 1015 † després de 1067), filla de Goteló I, duc de Baixa Lotaríngia i marquès d'Anvers, i duc d'Alta Lotaríngia, i havia tingut:
- Albert III (1027 † 1102), comte de Namur
- Enric, comte de Durbuy, mort a Palestina el 1097[2]